# Armilustrium gardineri
Armilustrium gardineri är en insektsart som beskrevs av William Lucas Distant 1917. Armilustrium gardineri ingår i släktet Armilustrium och familjen Ricaniidae. Inga underarter finns listade i Catalogue of Life.